# Мост Сааренпудас
Сааренпудас (фин. Saarenputaan silta) — пешеходный железобетонный арочный мост реку Кемийоки в Рованиеми, Финляндия.

## История
Необходимость соединения крупного сельского пункта Сааренкюля, расположенного на острове посреди реки Кемийоки, с Рованиеми возникла давно. Их разделяла небольшая протока, называемая Пудас. Был возведён небольшой низкий деревянный мост, который позднее был затоплен при повышении уровня реки. Проект нового, более высокого моста появился уже в 1916 году (инженер Олли Мартикайнен). Строительство моста началось только в 1924 году и было завершено на следующий год.
До 1965 года мост был частью Общенационального шоссе 4 (фин. Valtatie 4) — автотрассы к Северному Ледовитому океану (через Рованиеми до Лиинахамари). Мост стал мостом-музеем в 1982 году и в настоящее время используется только для движения пешеходов.
Мост Сааренпудас - это единственный мост на автотрассе к Северному Ледовитому океану, сохранившийся в ходе Лапландской войны. Мост включён Национальным советом наследия Финляндии в список объектов Национально-значимой культурной среды.

## Конструкция
Мост однопролётный железобетонный арочный. Длина пролёта моста составляет 10 м. Общая длина моста — 16 м, ширина 4,8 м.